# Bitva o Mogadišo (2009)
Bitva o Mogadišo začala v květnu 2009 islamistickou ofenzivou. Islámští rebelové z Aš-Šabáb a Hizbúl Islám zaútočili a dobyli základny vlády v Mogadišu, hlavním městě Somálska. Boje se postupně rozšířily a způsobily stovky obětí. S různou intenzitou následně trvaly až do října.
Ofenziva islamistů trvala od 8. do 14. května a skončila relativním úspěchem. Podařilo se jim převzít kontrolu nad většinou hlavního města. Navzdory velkým ziskům se jim ale během těchto osmi dní nepodařilo svrhnout vládu a menší boje pokračovaly až do 22. května. Vláda si na tento den připravila velkou protiofenzivu a podařilo se jí získat město zpátky. Islamisté byli přinuceni k opuštění centra města a vládu nyní navíc podporoval válečník Indho Ade.
Vládní ofenziva vypadala zprvu úspěšně, když se zmocnila několika opěrných bodů, nicméně islamisté již za pár hodin opět úspěšně zaútočili, získali ztracená území zpět a navrch se dostali ještě dále. 23. května byla tedy vládní ofenziva zrušena.
Znovu obnovena byla 1. června, což znamenalo již třetí kolo bojů, jež trvalo do 4. června. Vláda v něm provedla enormní zisky. Další ofenzivu uskutečnili Islamisté mezi 16. a 23. červnem, kdy se vůbec poprvé dostali do vládních pevností ve východním Mogadišu. Ofenziva byla znovu úspěšná a čtvrti Kaaran, Shibis. Abdiaziz a Wardhigley padly pod jejich kontrolu.
Další vládní ofenziva nastala 1. července. Povstalci jí ale úspěšně odporovali a do 5. července získali další územní zisky. V tento den dal velitel Aš-Šabábu Mokhtar Ali Zubeyr vládním vojskům pětidenní ultimátum, kdy je vyzval k odevzdání zbraní. Ultimátum bylo odmítnuto, Aš-Šabáb proto opět zaútočil na další klíčová místa ve městě. Tím vyprovokoval vládu k další velké ofenzivě (11. až 12. července), která vedla k naprostému vyhnání islamistických vojsk napříč městem. Islamisté odpověděli hned den poté z jihovýchodu města a vládní vojska byla opět nucena odevzdat získaná území. V pořadí sedmé kolo bojů trvalo mezi 21. a 27. srpnem a skončilo nerozhodně. Na začátku října se aliance Aš-Šabáb a Hizbúl Islám rozpadla. Obě skupiny následně nadále bojovaly proti stejnému nepříteli, ale po jejich rozdělení již nedosahovaly předešlých výsledků.
Dle zprávy Elman Peace and Human Rights group bylo v důsledku střetů v Mogadišu během roku 2009 zabito 1739 lidí.